# Dagbladet Ringkøbing-Skjern
Dagbladet Ringkøbing-Skjern er en dansk avis, der blev grundlagt som Ringkjøbing Amts Dagblad i 1880.
Avisen blev grundlagt som organ for Venstre og var oprindeligt en aflægger af Kolding Folkeblad. I 1899 blev avisen selvstændig. I begyndelsen af det 20. århundrede voksede oplaget hurtigt, og avisen blev hurtigt størst både i byen og på landet. Den sidste konkurrent i området gik ind i 1927, men i løbet af 1940'erne blev konkurrenten fra naboaviserne hårdere; særligt Vestkysten i Esbjerg pressede på.
Oprindeligt var Dagbladet Skjern-Tarm en aflægger af Ringkjøbing Amts Dagblad. Begge aviser var en del af De Bergske Blade. I dag er aviserne slået sammen og udgives af Jysk Fynske Medier.